# Orfeo (Liszt)
Orfeo S.98 (Orpheus) es un poema sinfónico compuesto por Franz Liszt entre 1853 y 1854. Es el cuarto de su ciclo de trece Poemas sinfónicos escritos durante su periodo en Weimar. Fue representado por primera vez el 16 de febrero de 1854, dirigido por el propio compositor, como una introducción de la ópera de Christoph Willibald Gluck Orfeo y Eurídice. El motivo de la representación fue la celebración del cumpleaños de la gran duquesa María Pávlovna Románova, que era una música aficionada y mecenas del compositor en Weimar.

## Programa

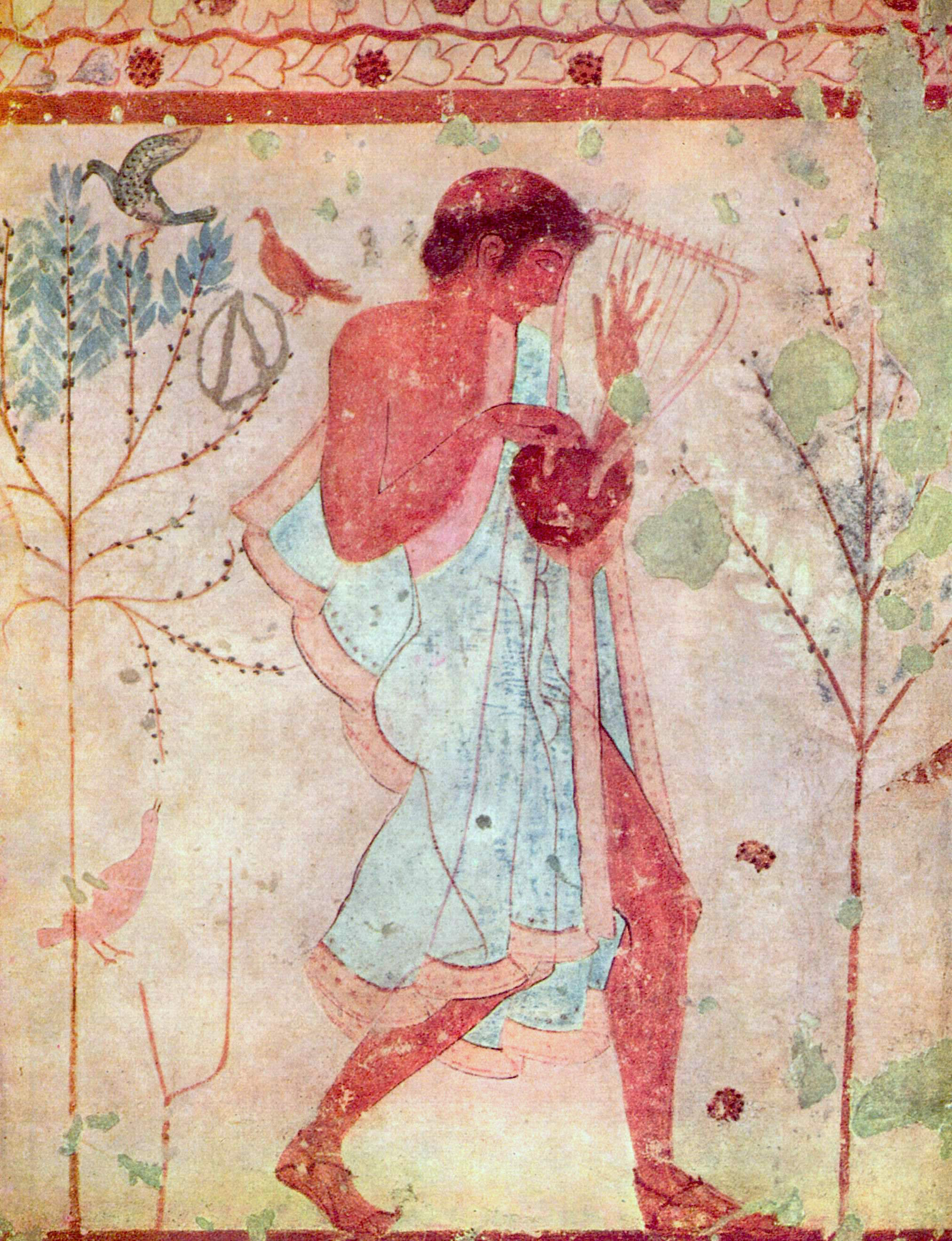
Músico etrusco de la «Tumba del Triclinio», en Tarquinia.

Orfeo es uno de los cuatro poemas sinfónicos compuestos por Liszt como piezas de carácter sobre hombres de genio creativo, heroísmo o leyenda (los otros tres poemas son Tasso, lamento y triunfo, Prometeo y Mazeppa). En su prefacio, Liszt describe un jarrón etrusco que representa a Orfeo y luego alaba el efecto civilizador en la humanidad. Esta referencia al efecto ennoblecedor de Orfeo y su arte puede haberse derivado del Orfeo representado por la obra de 1829 Orphée, del filósofo de Lyon Pierre-Simon Ballanche. Para introducir las leyes de la civilización, la obra de nueve volúmenes de Orfeo lidera a la humanidad hacia la Edad Moderna; Ballanche lo hizo así para proveer una nueva filosofía para toda Europa. Liszt era un conocido y seguidor de Ballanche y el entusiasmo del compositor fue compartido por miembros de los salones franceses durante la década de 1830, especialmente por George Sand.

## Instrumentación
La instrumentación de esta obra es especialmente notable, que incluye dos arpas; ambas representan la lira de Orfeo y centran la atención del espectador inmediatamente en ellas. La arpista Jeanne Pohl, una de los nuevos intérpretes virtuosos y que fue llamada por Liszt a Weimar para ampliar la orquesta de la corte, inspiró al compositor para escribir estos efectos.

## Estructura
Orfeo no es una obra larga y tiene forma de un crescendo gradual seguido de un final tranquilo que vuelve al estado de ánimo de la apertura. A diferencia de muchos otros poemas sinfónicos de Liszt, la música de este permanece en gran parte contemplativa. Por esa razón, se convirtió en la pieza favorita del yerno de Liszt, el compositor Richard Wagner.
Formalmente, Orfeo es una forma sonata modificada con una parte en tonalidad secundaria que contiene dos temas. El segundo de ellos carece de la energía del primero, permaneciendo en un leitmotiv que oscirla entre armonías mayores y menores. Sin embargo, contiene una calidad especialmente conmovedora. Este tema es presentado por varios instrumentos solistas con un arpa de acompañamiento. Tanto la orquestación como el estilo, sugieren la interpretación de este tema como la voz de Orfeo.
La etérea escala cromática ascendente en los últimos pentagramas atenúa cualquier cierre decisivo que se pudiera esperar en una resolución armónica convencional. Combinado con el tema de cierre del segundo grupo, este termina como una visión secreta que recuerda los momentos finales de la historia de Ballanche. Allí el narrador de la historia, Thamyris, es testigo de la desaparición de Orfeo entre las nubes, dejando a la humanidad la tarea de desarrollar sus enseñanzas de civilización.